# Campeonato Asiático de Futebol Sub-19 de 2018
O Campeonato Asiático de Futebol Sub-19 de 2018 foi a 40ª edição do Campeonato Sub-19 da AFC , o campeonato bienal internacional de futebol juvenil organizado pela Confederação Asiática de Futebol (AFC) para as seleções sub-19 masculinas da Ásia. Realizou-se na Indonésia , que foi nomeada como anfitrião pela AFC em 25 de julho de 2017, entre 18 de outubro e 4 de novembro de 2018. As quatro melhores equipes do torneio qualificaram-se para a Copa do Mundo FIFA Sub-20 de 2019, na Polônia, como representantes da AFC. O Japão atual campeão, foi eliminado nas semifinais peloeventual campeão
a Arábia Saudita .

## Participantes
- Arábia Saudita
- Austrália
- Catar
- China
- Coreia do Norte
- Coreia do Sul
- Emirados Árabes Unidos
- Indonésia (país sede)
- Iraque
- Japão  (atual campeão)
- Jordânia
- Malásia
- Tailândia
- Taipé Chinês
- Tadjiquistão
- Vietnã

## Sedes
| Jacarta                   | Cibinong           | Bekasi                       |
| ------------------------- | ------------------ | ---------------------------- |
| Estádio Gelora Bung Karno | Estádio Pakansari  | Estádio Patriota Candrabhaga |
| Capacidade: 77 193        | Capacidade: 30 000 | Capacidade: 30 000           |
|                           |                    |                              |

## Sorteio
O sorteio de definição dos grupos foi realizado no dia 18 de maio em Jacarta.
| Pote 1                                | Pote 2                                                   | Pote 3                          | Pote 4                                        |
| ------------------------------------- | -------------------------------------------------------- | ------------------------------- | --------------------------------------------- |
| Indonésia Japão Arábia Saudita Vietnã | Iraque Tadjiquistão Coreia do Sul Emirados Árabes Unidos | Austrália Catar China Tailândia | Coreia do Norte Jordânia Malásia Taipé Chinês |

## Fase de grupos
|  | Equipes classificadas para as Quartas de Final |

Todas as partidas seguem o fuso horário da Indonésia (UTC+7)

### Grupo A
| Seleção                | P | J | V | E | D | GP | GC | SG  |
| ---------------------- | - | - | - | - | - | -- | -- | --- |
| Catar                  | 6 | 3 | 2 | 0 | 1 | 11 | 7  | +4  |
| Indonésia              | 6 | 3 | 2 | 0 | 1 | 9  | 7  | +2  |
| Emirados Árabes Unidos | 6 | 3 | 2 | 0 | 1 | 10 | 3  | +7  |
| Taipé Chinês           | 0 | 3 | 0 | 0 | 3 | 2  | 15 | -13 |

| 18 de Outubro | Emirados Árabes Unidos    | 2 – 1     | Catar     | Estádio Gelora Bung Karno, Jacarta       |
| 16:00         | Fawzi 16' · Ali Saleh 41' | Relatório | Umaru 36' | Público: 2 124 Árbitro: JOR Ahmed Al-Ali |

| 18 de Outubro | Indonésia                | 3 – 1     | Taipé Chinês      | Estádio Gelora Bung Karno, Jacarta             |
| 19:00         | Egy 50' · Witan 70', 89' | Relatório | Wang Chung-yu 53' | Público: 17 320 Árbitro: IRN Mooud Bonyadifard |

| 21 de Outubro | Taipé Chinês   | 1 – 8     | Emirados Árabes Unidos                                                          | Estádio Gelora Bung Karno, Jacarta          |
| 16:00         | Wu Yen-shu 74' | Relatório | Fawzi 10' · Ali Saleh 20' 67' · Rashed 35' 75' · Mubarak 51' 59' · Al-Naqbi 70' | Público: 4 781 Árbitro: UZB Sherzod Kasimov |

| 21 de Outubro | Catar                                      | 6 – 5     | Indonésia                                     | Estádio Gelora Bung Karno, Jacarta            |
| 19:00         | Ali 11' 51' · Umaru 14' 41' 56' · Waad 24' | Relatório | Luthfi 28' · Rivaldo 65' 73' 81' · Saddil 69' | Público: 38 217 Árbitro: THA Sivakorn Pu-udom |

| 24 de Outubro | Indonésia | 1 – 0     | Emirados Árabes Unidos | Estádio Gelora Bung Karno, Jacarta       |
| 19:00         | Witan 23' | Relatório |                        | Público: 30 022 Árbitro: KOR Kim Hee-gon |

| 24 de Outubro | Catar                                        | 4 – 0     | Taipé Chinês | Estádio Pakansari, Cibinong             |
| 19:00         | Mansour 57' · Ali 61' 77' · Umaru 86' (pen.) | Relatório |              | Público: 5 Árbitro: IND Arumughan Rowan |

### Grupo B
| Seleção         | P | J | V | E | D | GP | GC | SG  |
| --------------- | - | - | - | - | - | -- | -- | --- |
| Japão           | 9 | 3 | 3 | 0 | 0 | 13 | 3  | +10 |
| Tailândia       | 4 | 3 | 1 | 1 | 1 | 6  | 7  | -1  |
| Coreia do Norte | 3 | 3 | 1 | 0 | 2 | 4  | 7  | -3  |
| Iraque          | 1 | 3 | 0 | 1 | 2 | 3  | 9  | -6  |

| 19 de Outubro | Iraque                                          | 3 – 3     | Tailândia                                    | Estádio Pakansari, Cibinong              |
| 16:00         | Abdulridha 37' · Ramadhan 42' · Abdulkareem 66' | Relatório | Kritsada 26' · Korrawit 87' · Suphanat 90+4' | Público: 50 Árbitro: IND Arumughan Rowan |

| 19 de Outubro | Japão                                                     | 5 – 2     | Coreia do Norte                        | Estádio Pakansari, Cibinong               |
| 19:00         | Saito 8' · Ito 19' · Kubo 65' · Miyashiro 89' · Abe 90+3' | Relatório | Kye Tam 36' · Kang Kuk-chol 41' (pen.) | Público: 35 Árbitro: QAT Khamis Al-Kuwari |

| 22 de Outubro | Coreia do Norte    | 1 – 0     | Iraque | Estádio Pakansari, Cibinong                |
| 16:00         | Pak Kwang-chon 55' | Relatório |        | Público: 52 Árbitro: LBN Hussein Abo Yehia |

| 22 de Outubro | Tailândia    | 1 – 3     | Japão                         | Estádio Pakansari, Cibinong                 |
| 19:00         | Suphanat 54' | Relatório | Miyashiro 27' 44' · Saito 42' | Público: 134 Árbitro: KSA Mohammed Al-Hoish |

| 25 de Outubro | Japão                                            | 5 – 0     | Iraque | Estádio Pakansari, Cibinong               |
| 19:00         | Taki 10' · Tagawa 27' · Hara 34' 77' · Saito 85' | Relatório |        | Público: 138 Árbitro: UZB Sherzod Kasimov |

| 25 de Outubro | Tailândia                 | 2 – 1     | Coreia do Norte   | Estádio Patriota Candrabhaga, Bekasi  |
| 19:00         | Sampan 38' · Korrawit 78' | Relatório | Kang Kuk-chol 45' | Público: 70 Árbitro: SYR Hanna Hattab |

### Grupo C
| Seleção       | P | J | V | E | D | GP | GC | SG |
| ------------- | - | - | - | - | - | -- | -- | -- |
| Coreia do Sul | 7 | 3 | 2 | 1 | 0 | 7  | 3  | +4 |
| Austrália     | 5 | 3 | 1 | 2 | 0 | 4  | 3  | +1 |
| Jordânia      | 4 | 3 | 1 | 1 | 1 | 4  | 5  | -1 |
| Vietnã        | 0 | 3 | 0 | 0 | 3 | 3  | 7  | -4 |

| 19 de Outubro | Vietnã   | 1 – 2     | Jordânia                 | Estádio Patriota Candrabhaga, Bekasi    |
| 16:00         | Dũng 21' | Relatório | Atieh 29' · Al-Zu'bi 89' | Público: 95 Árbitro: JPN Yudai Yamamoto |

| 19 de Outubro | Coreia do Sul   | 1 – 1     | Austrália     | Estádio Patriota Candrabhaga, Bekasi        |
| 19:00         | Jeon Se-jin 52' | Relatório | Najjarine 89' | Público: 151 Árbitro: KSA Mohammed Al-Hoish |

| 22 de Outubro | Austrália                 | 2 – 1     | Vietnã  | Estádio Patriota Candrabhaga, Bekasi     |
| 16:00         | Thurgate 37' · Folami 76' | Relatório | Nam 85' | Público: 44 Árbitro: OMA Omar Al-Yaqoubi |

| 22 de Outubro | Jordânia       | 1 – 3     | Coreia do Sul                                        | Estádio Patriota Candrabhaga, Bekasi       |
| 19:00         | Al-Zebdieh 77' | Relatório | Cho Young-wook 3' · Jeon Se-jin 79' · Choi Jun 90+2' | Público: 79 Árbitro: IRN Mooud Bonyadifard |

| 25 de Outubro | Vietnã | 1 – 3     | Coreia do Sul                                             | Estádio Patriota Candrabhaga, Bekasi        |
| 19:00         | Tú 13' | Relatório | Cho Young-wook 45' (pen.) 90+4' (pen.) · Kim Hyun-woo 77' | Público: 141 Árbitro: LBN Hussein Abo Yehia |

| 25 de Outubro | Austrália   | 1 – 1     | Jordânia       | Estádio Pakansari, Cibinong               |
| 19:00         | Puflett 10' | Relatório | Al-Zebdieh 76' | Público: 42 Árbitro: THA Sivakorn Pu-udom |

### Grupo D
| Seleção        | P | J | V | E | D | GP | GC | SG |
| -------------- | - | - | - | - | - | -- | -- | -- |
| Arábia Saudita | 9 | 3 | 3 | 0 | 0 | 6  | 2  | +4 |
| Tadjiquistão   | 4 | 3 | 1 | 1 | 1 | 4  | 5  | -1 |
| China          | 3 | 3 | 1 | 0 | 2 | 2  | 2  | 0  |
| Malásia        | 1 | 3 | 0 | 1 | 2 | 6  | 3  | -3 |

| 20 de Outubro | Arábia Saudita               | 2 – 1     | Malásia  | Estádio Patriota Candrabhaga, Bekasi  |
| 16:00         | Al-Ammar 24' · Al-Saleem 78' | Relatório | Hadi 88' | Público: 181 Árbitro: KOR Kim Hee-gon |

| 20 de Outubro | Tadjiquistão | 1 – 0     | China | Estádio Patriota Candrabhaga, Bekasi   |
| 19:00         | Solehov 77'  | Relatório |       | Público: 153 Árbitro: SYR Hanna Hattab |

| 23 de Outubro | China | 0 – 1     | Arábia Saudita | Estádio Patriota Candrabhaga, Bekasi     |
| 16:00         |       | Relatório | Al-Qahtani 81' | Público: 164 Árbitro: JPN Yudai Yamamoto |

| 23 de Outubro | Malásia                       | 2 – 2     | Tadjiquistão                           | Estádio Patriota Candrabhaga, Bekasi   |
| 19:00         | Hadi 11' · Hanonov 55' (o.g.) | Relatório | Panjshanbe 34' (pen.) · Yodgorov 45+1' | Público: 109 Árbitro: JOR Ahmed Al-Ali |

| 26 de Outubro | Arábia Saudita                        | 3 – 1     | Tadjiquistão | Estádio Patriota Candrabhaga, Bekasi      |
| 19:00         | Al-Zaqarta 65' 70' · Al-Ghashayan 73' | Relatório | Boboev 29'   | Público: 170 Árbitro: OMA Omar Al-Yaqoubi |

| 26 de Outubro | China                          | 2 – 0     | Malásia | Estádio Pakansari, Cibinong                |
| 19:00         | Tao Qianglong 44' · Xu Yue 58' | Relatório |         | Público: 102 Árbitro: QAT Khamis Al-Kuwari |

## Fase final
|  | Quartas de final        | Quartas de final         |                          |   | Semifinais | Semifinais |  |  | Final | Final |
|  |                         |                          |                          |   |            |            |  |  |       |       |
|  | 28 de Outubro – Jacarta |                          |                          |   |            |            |  |  |       |       |
|  |                         |                          |                          |   |            |            |  |  |       |       |
|  | Catar (pro)             | 7                        |                          |   |            |            |  |  |       |       |
|  | Catar (pro)             | 7                        | 1 de novembro – Cibinong |   |            |            |  |  |       |       |
|  | Tailândia               | 3                        |                          |   |            |            |  |  |       |       |
|  | Tailândia               | 3                        | Catar                    | 1 |            |            |  |  |       |       |
|  | 29 de Outubro – Bekasi  |                          | Catar                    | 1 |            |            |  |  |       |       |
|  |                         | Coreia do Sul            | 3                        |   |            |            |  |  |       |       |
|  | Coreia do Sul           | Coreia do Sul            | 3                        | 1 |            |            |  |  |       |       |
|  | Coreia do Sul           |                          | 4 de novembro – Cibinong | 1 |            |            |  |  |       |       |
|  | Tadjiquistão            | 0                        |                          |   |            |            |  |  |       |       |
|  | Tadjiquistão            | 0                        | Coreia do Sul            | 1 |            |            |  |  |       |       |
|  | 28 de Outubro – Jacarta |                          | Coreia do Sul            | 1 |            |            |  |  |       |       |
|  |                         | Arábia Saudita           | 2                        |   |            |            |  |  |       |       |
|  | Japão                   | Arábia Saudita           | 2                        | 2 |            |            |  |  |       |       |
|  | Japão                   | 1 de novembro – Cibinong |                          | 2 |            |            |  |  |       |       |
|  | Indonésia               | 0                        |                          |   |            |            |  |  |       |       |
|  | Indonésia               | 0                        | Japão                    | 0 |            |            |  |  |       |       |
|  | 29 de Outubro – Bekasi  |                          | Japão                    | 0 |            |            |  |  |       |       |
|  |                         | Arábia Saudita           | 2                        |   |            |            |  |  |       |       |
|  | Arábia Saudita          | Arábia Saudita           | 2                        | 3 |            |            |  |  |       |       |
|  | Arábia Saudita          |                          |                          | 3 |            |            |  |  |       |       |
|  | Austrália               | 1                        |                          |   |            |            |  |  |       |       |
|  | Austrália               | 1                        |                          |   |            |            |  |  |       |       |

### Quartas de final
| 28 de Outubro | Catar                                                                             | 7 – 3 (pro) | Tailândia                                   | Estádio Gelora Bung Karno, Jacarta           |
| 16:00         | Ali 13' · Al Yazidi 21' · Suhail 87' · Umaru 99' 117' · Mansour 106' · Aymen 120' | Relatório   | Korrawit 48' · Sakunchai 61' · Thirapak 80' | Público: 16 758 Árbitro: OMA Omar Al-Yaqoubi |

| 28 de Outubro | Japão                       | 2 – 0     | Indonésia | Estádio Gelora Bung Karno, Jacarta             |
| 19:30         | Higashi 40' · Miyashiro 70' | Relatório |           | Público: 60 154 Árbitro: IRN Mooud Bonyadifard |

| 29 de Outubro | Coreia do Sul   | 1 – 0     | Tadjiquistão | Estádio Patriota Candrabhaga, Bekasi  |
| 16:00         | Jeon Se-jin 44' | Relatório |              | Público: 58 Árbitro: JOR Ahmed Al-Ali |

| 29 de Outubro | Arábia Saudita                                 | 3 – 1     | Austrália    | Estádio Patriota Candrabhaga, Bekasi      |
| 19:30         | Al-Ammar 7' · Al-Buraikan 50' · Abdulhamid 82' | Relatório | Atkinson 42' | Público: 110 Árbitro: UZB Sherzod Kasimov |

### Semifinais
| 1 de Novembro | Catar                 | 1 – 3     | Coreia do Sul                           | Estádio Pakansari, Cibinong                 |
| 16:00         | Lee Jae-ik 52' (o.g.) | Relatório | Jeon Se-jin 23' 33' · Um Won-sang 45+2' | Público: 145 Árbitro: IRN Mooud Bonyadifard |

| 1 de Novembro | Japão | 0 – 2     | Arábia Saudita                  | Estádio Pakansari, Cibinong            |
| 19:30         |       | Relatório | Al-Ammar 29' · Al-Ghannam 45+1' | Público: 311 Árbitro: JOR Ahmed Al-Ali |

### Final
| 4 de Novembro | Coreia do Sul             | 1 – 2     | Arábia Saudita               | Estádio Pakansari, Cibinong                  |
| 19:30         | Cho Young-wook 64' (pen.) | Relatório | Al-Ammar 2' · Al-Ghannam 22' | Público: 3 089 Árbitro: THA Sivakorn Pu-udom |

## Premiação
| Campeonato Asiático de Futebol Sub-19 de 2018 |
| Arábia Saudita                                |
| --------------------------------------------- |
| Arábia Saudita Campeão (3º título)            |